# Amycterus
Amycterus är ett släkte av skalbaggar. Amycterus ingår i familjen vivlar.

## Dottertaxa tillAmycterus, i alfabetisk ordning[1]
- Amycterus aureolus
- Amycterus basalis
- Amycterus bivittatus
- Amycterus bohemani
- Amycterus boisduvali
- Amycterus boisduvalii
- Amycterus brunnipes
- Amycterus bubalus
- Amycterus bucephalus
- Amycterus carinata
- Amycterus carinatus
- Amycterus coenosus
- Amycterus collaris
- Amycterus costatus
- Amycterus crenata
- Amycterus crenatus
- Amycterus dolens
- Amycterus draco
- Amycterus dumosus
- Amycterus durvillei
- Amycterus d'urvillei
- Amycterus echinatus
- Amycterus elongatus
- Amycterus exasperata
- Amycterus exasperatus
- Amycterus excavatus
- Amycterus granosus
- Amycterus gyllenhali
- Amycterus hopei
- Amycterus hypoleucus
- Amycterus hystricosus
- Amycterus hystrix
- Amycterus impressa
- Amycterus impressus
- Amycterus insculptus
- Amycterus kirbyi
- Amycterus lacrymosus
- Amycterus lateralis
- Amycterus leichardti
- Amycterus maculosa
- Amycterus maculosus
- Amycterus manglesi
- Amycterus manglesii
- Amycterus mannerheimi
- Amycterus marshami
- Amycterus mira
- Amycterus mirabilis
- Amycterus mirabundus
- Amycterus mirus
- Amycterus morbillosa
- Amycterus morbillosus
- Amycterus morosus
- Amycterus nigrospinosus
- Amycterus nodipennis
- Amycterus obtusus
- Amycterus paradoxus
- Amycterus pastillarius
- Amycterus postica
- Amycterus posticus
- Amycterus reticulata
- Amycterus reticulatus
- Amycterus roei
- Amycterus rugifer
- Amycterus scaber
- Amycterus schoenherri
- Amycterus schonherri
- Amycterus scorpio
- Amycterus semispinosus
- Amycterus spencei
- Amycterus squalidus
- Amycterus stephensi
- Amycterus stephensii
- Amycterus sublineatus
- Amycterus suturalis
- Amycterus talpa
- Amycterus tomentosa
- Amycterus tomentosus
- Amycterus tristis
- Amycterus tuberculatus
- Amycterus verrucosus
- Amycterus westwoodi
- Amycterus westwoodii